# Гуськов, Андрей Анатольевич
Андре́й Анато́льевич Гусько́в (род. 15 декабря 1961, Джакарта, Индонезия) — российский дипломат, чрезвычайный и полномочный посол Российской Федерации на Кубе. Чрезвычайный и полномочный посол (2020).

## Биография
Родился в 1961 году в Индонезии. Сын дипломата.
В 1983 году окончил Московский государственный институт международных отношений и в том же году поступил на дипломатическую службу. Владеет испанским и английским языками.
В 1988 году окончил факультет повышения квалификации при Дипломатической академии.
Работал на различных должностях в центральном аппарате Министерства и за рубежом.
В 2003—2005 годы — заместитель директора Второго департамента стран СНГ.
В 2005—2011 годы — советник-посланник Посольства России в Бразилии.
7 февраля 2007 года присвоено звание чрезвычайного и полномочного посланника 2 класса.
С июня 2011 года — заместитель директора Латиноамериканского департамента МИД.
С 19 января 2015 по 18 июня 2018 года — чрезвычайный и полномочный посол Российской Федерации в Республике Перу.
С 18 июня 2018 по 10 февраля 2023 года — чрезвычайный и полномочный посол Российской Федерации в Республике Куба.
С 8 октября 2018 по 10 февраля 2023 года — чрезвычайный и полномочный посол Российской Федерации в Содружестве Багамских Островов по совместительству.
С 2023 года — заместитель директора Латиноамериканского департамента МИД России.

## Награды
- Орден Дружбы (8 июля 2022) — За большой вклад в реализацию внешнеполитического курса Российской Федерации и многолетнюю добросовестную дипломатическую службу[8].
- Почётная грамота МИД России (2002)[9]
- Почётный работник МИД России (2010)[9]

## Дипломатический ранг
- Чрезвычайный и полномочный посланник 2 класса (7 февраля 2007)[10].
- Чрезвычайный и полномочный посланник 1 класса (10 февраля 2017)[11].
- Чрезвычайный и полномочный посол (8 июня 2020)[12].

## Семья
Женат, имеет дочь.